# Luna (deutsche Sängerin)/Diskografie
Diese Diskografie ist eine Übersicht über die musikalischen Werke der deutschen Sängerin Luna und ihrer Pseudonyme wie LunaMusic und den Veröffentlichungen unter ihrem bürgerlichen Namen Alina Striedl. Ihre erfolgreichste Veröffentlichung ist die Single Verlierer mit über 225.000 verkauften Einheiten.

## Alben

### Studioalben
| Jahr | Titel Musiklabel                | Höchstplatzierung, Gesamtwochen, AuszeichnungChartplatzierungen (Jahr, Titel, Musiklabel, Platzierungen, Wochen, Auszeichnungen, Anmerkungen) | Höchstplatzierung, Gesamtwochen, AuszeichnungChartplatzierungen (Jahr, Titel, Musiklabel, Platzierungen, Wochen, Auszeichnungen, Anmerkungen) | Höchstplatzierung, Gesamtwochen, AuszeichnungChartplatzierungen (Jahr, Titel, Musiklabel, Platzierungen, Wochen, Auszeichnungen, Anmerkungen) | Anmerkungen                        |
| Jahr | Titel Musiklabel                | DE | AT | CH | Anmerkungen                        |
| ---- | ------------------------------- | --- | --- | --- | ---------------------------------- |
| 2024 | 25/8 Treppenhaus Records (Sony) | DE22 (1 Wo.)DE | — | — | Erstveröffentlichung: 24. Mai 2024 |

### EPs
| Jahr | Titel Musiklabel                     | Anmerkungen                           |
| ---- | ------------------------------------ | ------------------------------------- |
| 2022 | Verlierer Treppenhaus Records (Sony) | Erstveröffentlichung: 26. August 2022 |

## Singles

### Als Leadmusikerin
| Jahr | Titel Album             | Höchstplatzierung, Gesamtwochen, AuszeichnungChartplatzierungen (Jahr, Titel, Album, Platzierungen, Wochen, Auszeichnungen, Anmerkungen) | Höchstplatzierung, Gesamtwochen, AuszeichnungChartplatzierungen (Jahr, Titel, Album, Platzierungen, Wochen, Auszeichnungen, Anmerkungen) | Höchstplatzierung, Gesamtwochen, AuszeichnungChartplatzierungen (Jahr, Titel, Album, Platzierungen, Wochen, Auszeichnungen, Anmerkungen) | Anmerkungen                                                        |
| Jahr | Titel Album             | DE | AT | CH | Anmerkungen                                                        |
| --- | ----------------------- | --- | --- | --- | ------------------------------------------------------------------ |
| 2019 | Viel leichter –         | — | — | — | Erstveröffentlichung: 26. Juli 2019                                |
| 2019 | Tränenmeer –            | — | — | — | Erstveröffentlichung: 5. August 2019                               |
| 2020 | Gib nicht auf –         | — | — | — | Erstveröffentlichung: 24. April 2020 feat. CedMusic                |
| 2020 | Streifzug –             | — | — | — | Erstveröffentlichung: 26. Juni 2020                                |
| 2020 | 1000 Wellen –           | — | — | — | Erstveröffentlichung: 14. August 2020 feat. Delano & Xela Wie      |
| 2020 | Verlierer               | DE3 Gold · (16 Wo.)DE | AT27 Gold · (11 Wo.)AT | CH57 Gold · (5 Wo.)CH | Erstveröffentlichung: 27. November 2020 Verkäufe: + 225.000        |
| 2021 | Blau Verlierer          | DE63 (7 Wo.)DE | AT— GoldAT | — | Erstveröffentlichung: 16. Juni 2021 Verkäufe: + 15.000             |
| 2022 | Hausflur Verlierer      | DE56 (4 Wo.)DE | — | — | Erstveröffentlichung: 25. Februar 2022                             |
| 2022 | Immer nur du Verlierer  | DE77 (1 Wo.)DE | — | — | Erstveröffentlichung: 30. Juni 2022 mit Chapo102                   |
| 2022 | Müde Verlierer          | DE— aDE | — | — | Erstveröffentlichung: 22. Juli 2022                                |
| 2023 | Schwimmen 25/8          | — | — | — | Erstveröffentlichung: 17. Februar 2023                             |
| 2023 | Letzte Bahn 25/8        | — | — | — | Erstveröffentlichung: 21. April 2023                               |
| 2023 | Tut nicht mehr weh 25/8 | — | — | — | Erstveröffentlichung: 16. Juni 2023                                |
| 2023 | Better Days –           | — | — | — | Erstveröffentlichung: 25. August 2023 feat. Lucifer Xo             |
| 2024 | Normal 25/8             | — | — | — | Erstveröffentlichung: 26. Januar 2024                              |
| 2024 | Vergessen 25/8          | — | — | — | Erstveröffentlichung: 1. März 2024                                 |
| 2024 | Was wäre wenn 25/8      | — | — | — | Erstveröffentlichung: 12. April 2024                               |
| Folgende Lieder erschienen nicht als Single, wurden aber durch das Album zum Download und Streaming bereitgestellt und konnten somit eine Platzierung erlangen: |                         | | | |                                                                    |
| |                         | | | |                                                                    |
| 2022 | Arschloch Verlierer     | DE85 (1 Wo.)DE | — | — | Videoauskopplung: 26. August 2022 Charteinstieg: 2. September 2022 |

### Als Gastmusikerin
| Jahr | Titel Album                     | Höchstplatzierung, Gesamtwochen, AuszeichnungChartplatzierungen (Jahr, Titel, Album, Platzierungen, Wochen, Auszeichnungen, Anmerkungen) | Höchstplatzierung, Gesamtwochen, AuszeichnungChartplatzierungen (Jahr, Titel, Album, Platzierungen, Wochen, Auszeichnungen, Anmerkungen) | Höchstplatzierung, Gesamtwochen, AuszeichnungChartplatzierungen (Jahr, Titel, Album, Platzierungen, Wochen, Auszeichnungen, Anmerkungen) | Anmerkungen                                                                                  |
| Jahr | Titel Album                     | DE | AT | CH | Anmerkungen                                                                                  |
| ---- | ------------------------------- | --- | --- | --- | -------------------------------------------------------------------------------------------- |
| 2019 | Druck –                         | — | — | — | Erstveröffentlichung: 15. Mai 2019 SlySer feat. Jack Center & LunaMusic                      |
| 2019 | Ich geb auf –                   | — | — | — | Erstveröffentlichung: 4. Juni 2019 SlySer feat. CedMusic, Jack Center, LGM, LunaMusic & Zate |
| 2019 | Ich denk an dich –              | — | — | — | Erstveröffentlichung: 26. September 2019 CedMusic feat. feat. LGM, LunaMusic, SlySer & Zate  |
| 2019 | Dopamin Decke aus Glas          | — | — | — | Erstveröffentlichung: 11. Oktober 2019 Xela Wie feat. Luna                                   |
| 2019 | Warte –                         | — | — | — | Erstveröffentlichung: 3. November 2019 Zarte feat. Luna                                      |
| 2020 | Warum rufst du nicht an –       | — | — | — | Erstveröffentlichung: 23. Januar 2020 CedMusic feat. Jack Center & LunaMusic                 |
| 2020 | Mit dir –                       | — | — | — | Erstveröffentlichung: 27. März 2020 Maexit feat. Luna                                        |
| 2020 | Anker –                         | — | — | — | Erstveröffentlichung: 10. April 2020 IamExample feat. Jack Center & Luna                     |
| 2020 | Weck mich erst wieder auf –     | — | — | — | Erstveröffentlichung: 8. Mai 2020 Monrath feat. Luna                                         |
| 2021 | Küsse wie Gift Fluss            | DE19 (9 Wo.)DE | AT50 (1 Wo.)AT | CH70 (1 Wo.)CH | Erstveröffentlichung: 4. November 2021 Lea feat. Luna                                        |
| 2022 | Glücklich Boom Schakkalakka     | — | — | — | Erstveröffentlichung: 8. April 2022 Dikka feat. Luna                                         |
| 2023 | Neonlights Ein Herz für Bitches | — | — | — | Erstveröffentlichung: 8. August 2023 Katja Krasavice feat. Luna                              |
| 2024 | Eine Stunde Schlaf –            | — | — | — | Erstveröffentlichung: 22. Februar 2024 Mark Forster feat. Luna                               |

## Musikvideos
| Jahr | Titel              | Regisseur(e)                     |
| ---- | ------------------ | -------------------------------- |
| 2019 | Tränenmeer         |                                  |
| 2020 | Streifzug          | PMU Films                        |
| 2020 | 1000 Wellen        | Eckfilm                          |
| 2020 | Verlierer          | Calvin Müller                    |
| 2021 | Blau               | Mia Hennig                       |
| 2021 | Küsse wie Gift     | Calvin Müller                    |
| 2022 | Hausflur           | Esteban González, Luna Gutiérrez |
| 2022 | Glücklich          | Alexander Gellner                |
| 2022 | Müde               | Andjani Gatzweiler               |
| 2022 | Arschloch          | Andjani Gatzweiler               |
| 2023 | Schwimmen          | Dennis Hardt                     |
| 2023 | Letzte Bahn        | Dennis Hardt                     |
| 2023 | Tut nicht mehr weh | Kevin Ferstl, Dennis Hardt       |
| 2023 | Neonlights         | Jakub Rzucidlo                   |
| 2023 | Better Days        | Kevin Ferstl, Dennis Hardt       |
| 2024 | Normal             | Dennis Hardt                     |
| 2024 | Vergessen          | Dennis Hardt                     |

## Sonderveröffentlichungen
| Jahr | Titel Album                     | Anmerkungen                                                        |
| ---- | ------------------------------- | ------------------------------------------------------------------ |
| 2019 | Fallen feelings.                | Erstveröffentlichung: 28. Juni 2019 Whyz. feat. Luna               |
| 2019 | Dopamin Decke aus Glas          | Erstveröffentlichung: 25. Oktober 2019 Xela Wie feat. Luna         |
| 2021 | Küsse wie Gift Fluss            | Erstveröffentlichung: 5. November 2021 Lea feat. Luna              |
| 2022 | Glücklich Boom Schakkalakka     | Erstveröffentlichung: 26. August 2022 Dikka feat. Luna             |
| 2023 | Neonlights Ein Herz für Bitches | Erstveröffentlichung: 1. September 2023 Katja Krasavice feat. Luna |

| Jahr | Titel Album                        | Anmerkungen                                           |
| ---- | ---------------------------------- | ----------------------------------------------------- |
| 2018 | Alle gleich Eine Welt-Album Vol. 2 | Erstveröffentlichung: 12. Juli 2018 als Alina Striedl |
| 2020 | Mutter Erde Eine Welt-Album Vol. 3 | Erstveröffentlichung: 14. Mai 2020 mit Mika als Alina |
| 2024 | Flugmodus an Dein Song 2024        | Erstveröffentlichung: 22. März 2024 mit Constantin    |

## Statistik

### Chartauswertung
|                     | DE    | AT    | CH    |
| ------------------- | ----- | ----- | ----- |
| Nummer-eins-Alben   | DE—DE | AT—AT | CH—CH |
| Top-10-Alben        | DE—DE | AT—AT | CH—CH |
| Alben in den Charts | DE1DE | AT—AT | CH—CH |

|                       | DE    | AT    | CH    |
| --------------------- | ----- | ----- | ----- |
| Nummer-eins-Singles   | DE—DE | AT—AT | CH—CH |
| Top-10-Singles        | DE1DE | AT—AT | CH—CH |
| Singles in den Charts | DE6DE | AT2AT | CH2CH |

### Auszeichnungen für Musikverkäufe
Anmerkung: Auszeichnungen in Ländern aus den Charttabellen bzw. Chartboxen sind in ebendiesen zu finden.
| Land/RegionAuszeichnungen für Musikverkäufe (Land/Region, Auszeichnungen, Verkäufe, Quellen) | Gold     | Platin | Verkäufe | Quellen           |
| -------------------------------------------------------------------------------------------- | -------- | ------ | -------- | ----------------- |
| Deutschland (BVMI)                                                                           | Gold1    | —      | 200.000  | musikindustrie.de |
| Österreich (IFPI)                                                                            | 2× Gold2 | —      | 30.000   | ifpi.at           |
| Schweiz (IFPI)                                                                               | Gold1    | —      | 10.000   | hitparade.ch      |
| Insgesamt                                                                                    | 4× Gold4 | —      |          |                   |